# Mâcre bicorne
Trapa bicornis
Espèce
Classification APG III (2009)
La mâcre bicorne (Trapa bicornis) est une espèce de plantes à fleurs de la famille des Trapaceae ou des Lythraceae selon la classification phylogénétique. C'est une plante aquatiqueoriginaire des régions tropicales d'Asie.
Cette plante, voisine de la mâcre nageante, ne doit pas être confondue  avec Eleocharis dulcis (une Cyperaceae), autre plante aquatique appelée « châtaigne d'eau », genre de laîche également cultivée depuis l'antiquité en Chine, dont les cormes sont couramment employés dans la cuisine chinoise.

## Description
C'est une plante aquatique flottante, vivace, qui pousse dans des étendues d'eau calme ayant jusqu'à 5 m de profondeur.
Le fruit est une sorte de noix globuleuse. À la différence de celui de la mâcre nageante, il porte seulement deux grosses cornes épaisses et recourbées à leur sommet.

## Distribution
Cette espèce est originaire des régions tropicales d'Asie :
- Chine (Fujian, Guangdong, Hubei, Hunan, Jiangsu)
- Taïwan
- Indochine : Cambodge, Laos, Viêt Nam

Elle est aujourd'hui cultivée naturalisée dans toutes les zones tropicales.

## Utilisation
La graine riche en amidon est consommée comme celle de la mâcre nageante. Elle fait l'objet de culture en Chine depuis des temps immémoriaux.
D’après l'ouvrage "Les graines et leurs usages" cette plante est cultivée depuis environ 7000 ans en Chine et elle y serait considérée comme porte-bonheur car rappelant la chauve souris.

## Dans la culture populaire
Cette graine figure sur la pochette de l'album Dégénération de Mylène Farmer.[réf. nécessaire]

## Liste des variétés
Selon Catalogue of Life (18 octobre 2015) :
- variété Trapa bicornis var. acornis
- variété Trapa bicornis var. bispinosa